# Lüttich–Bastogne–Lüttich 1989
Lüttich-Bastogne-Lüttich 1989 war die 75. Austragung von Lüttich–Bastogne–Lüttich, eines eintägigen Straßenradrennens. Es wurde am 16. April 1989 über eine Distanz von 268 km ausgetragen.
Sieger des Rennens wurde im Sprint Sean Kelly vor Fabrice Philipot und Phil Anderson.

## Teilnehmende Mannschaften
| PDM-Concorde Z-Peugeot Helvetia-La Suisse | R.M.O. Toshiba-Kärcher-Look Chateau d'Ax-Salotti | Domex-Weinmann Frank-Toyo TVM-Ragno | Fagor-MBK Superconfex-Yoko Mini-Flat-Isoglass | Reynolds Del Tongo-Mele Val di Non Hitachi-VTM | Ariostea Lotto-Vlaanderen Atala-Campagnolo | Caja Rural-Paternina Super U-Raleigh-Fiat AD Renting-W-Cup-Bottecchia | Histor-Sigma Panasonic-Isostar-Colnago-Agu Carrera Jeans | 7 Eleven-American Airlines |

## Ergebnis
| Rang | Fahrer           | Team                 | Zeit         |
| ---- | ---------------- | -------------------- | ------------ |
| 1    | Sean Kelly       | PDM-Concorde         | 7h 23' 40"   |
| 2    | Fabrice Philipot | Toshiba-Kärcher-Look | gleiche Zeit |
| 3    | Phil Anderson    | TVM-Ragno            | gleiche Zeit |
| 4    | Pedro Delgado    | Reynolds             | gleiche Zeit |
| 5    | Sammie Moreels   | Lotto–Joker          | gleiche Zeit |
| 6    | Steven Rooks     | PDM-Concorde         | gleiche Zeit |
| 7    | Laurent Fignon   | Super U-Raleigh-Fiat | gleiche Zeit |
| 8    | Eric Van Lancker | Panasonic            | gleiche Zeit |
| 9    | Bruno Cornillet  | Z-Peugeot            | gleiche Zeit |
| 10   | Miguel Indurain  | Reynolds             | gleiche Zeit |